# Холокост в Глусском районе
Холокост в Глу́сском районе — систематическое преследование и уничтожение евреев на территории Глусского района Могилёвской области оккупационными властями нацистской Германии и коллаборационистами в 1941—1944 годах во время Второй мировой войны, в рамках политики «Окончательного решения еврейского вопроса» — составная часть Холокоста в Белоруссии и Катастрофы европейского еврейства.

## Геноцид евреев в районе
Глусский район был полностью оккупирован немецкими войсками в июле 1941 года, и оккупация продлилась более трёх лет — до 28 июня 1944 года. Нацисты включили Глусский район в состав территории, административно отнесённой к зоне армейского тыла группы армий «Центр». Комендатуры — полевые (фельдкомендатуры) и местные (ортскомендатуры) — обладали всей полнотой власти в районе.
Во всех крупных деревнях района были созданы районные (волостные) управы и полицейские гарнизоны из белорусских коллаборационистов.
Для осуществления политики геноцида и проведения карательных операций сразу вслед за войсками в район прибыли карательные подразделения войск СС, айнзатцгруппы, зондеркоманды, тайная полевая полиция (ГФП), полиция безопасности и СД, жандармерия и гестапо.
Одновременно с оккупацией нацисты и их приспешники начали поголовное уничтожение евреев. «Акции» (таким эвфемизмом гитлеровцы называли организованные ими массовые убийства) повторялись множество раз во многих местах. В тех населенных пунктах, где евреев убили не сразу, их содержали в условиях гетто вплоть до полного уничтожения, используя на тяжелых и грязных принудительных работах, от чего многие узники умерли от непосильных нагрузок в условиях постоянного голода и отсутствия медицинской помощи.
За время оккупации практически все евреи Глусского района были убиты, а немногие спасшиеся в большинстве воевали впоследствии в партизанских отрядах.
Евреев в районе убили в Глуске, в деревне Городок и в других населённых пунктах.

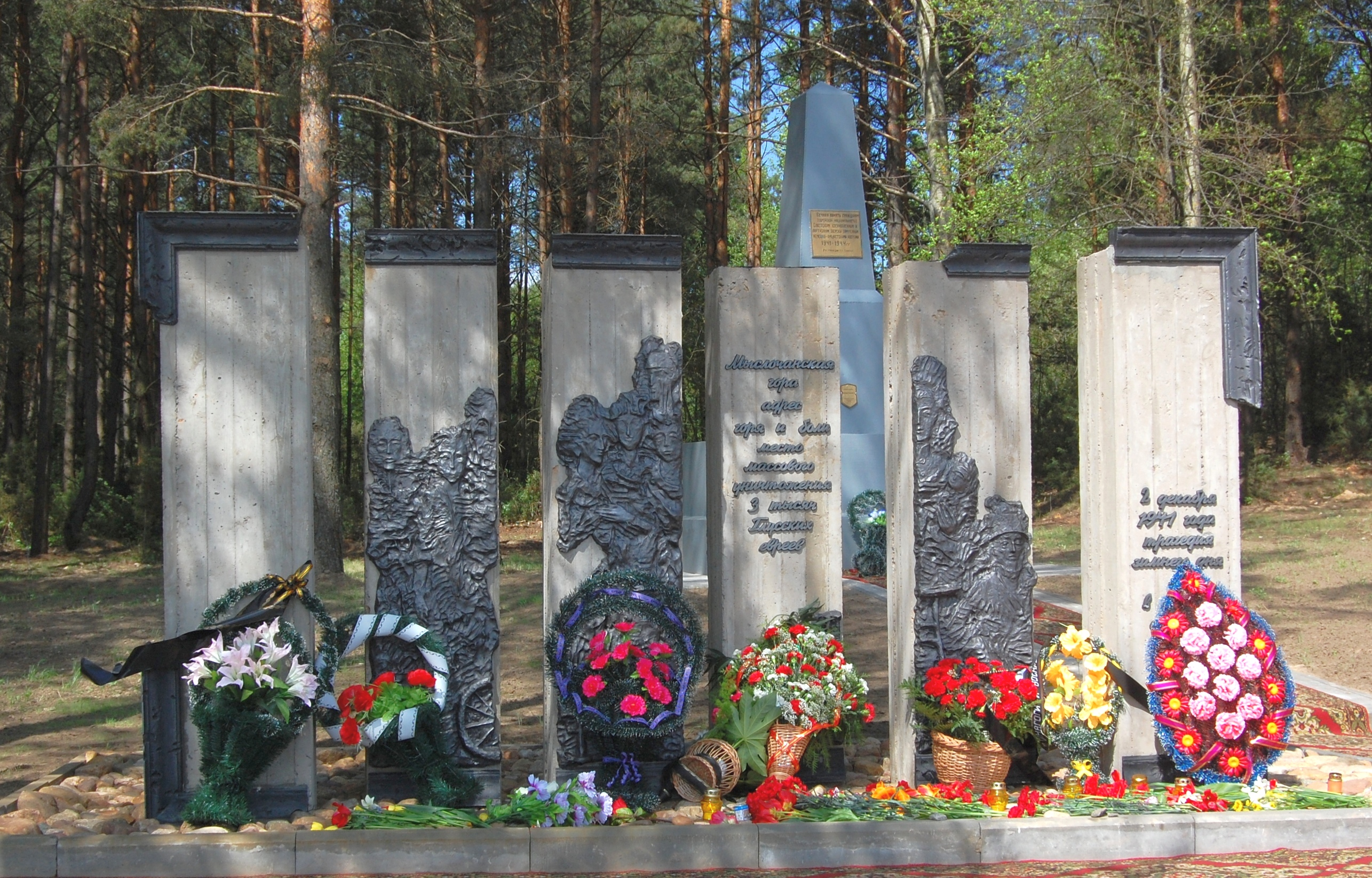
Памятник убитым евреям на Мыслочанской горе

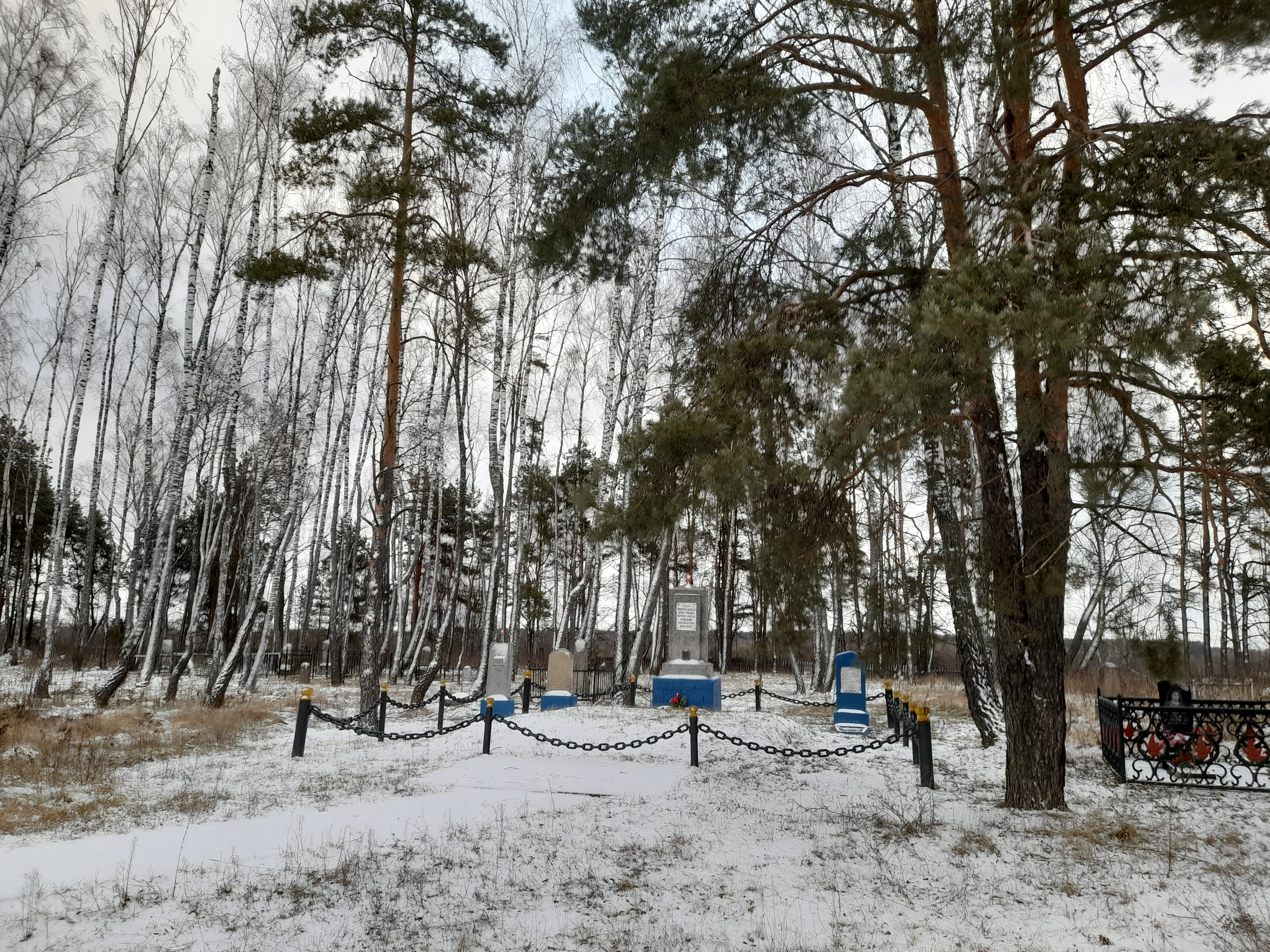
Памятник на еврейском кладбище Глуска на месте перезахоронения

## Гетто
Оккупационные власти под страхом смерти запретили евреям снимать желтые латы или шестиконечные звезды (опознавательные знаки на верхней одежде), выходить из гетто без специального разрешения, менять место проживания и квартиру внутри гетто, ходить по тротуарам, пользоваться общественным транспортом, находиться на территории парков и общественных мест, посещать школы.
Реализуя нацистскую программу уничтожения евреев, немцы создали на территории района одно гетто — в Глуске, в котором с лета по декабрь 1941 года были замучены и убиты около 3000 евреев.

## Случаи спасения и «Праведники народов мира»
В Глусском районе шесть человек были удостоены почетного звания «Праведник народов мира» от израильского мемориального института «Яд Вашем» «в знак глубочайшей признательности за помощь, оказанную еврейскому народу в годы Второй мировой войны»:
- Архипцева Надежда, Волчек (Архипцева) Любовь и Слабко (Белицкая) Ольга — за спасение Шульман Ольги в Глуске[15];
- Бабак Мария — спасла Рубинсона Менделя, Кацман Хаю с детьми и Штейн (Меклер) Эмму с матерью в Глуске[16];
- Красневские Анна и Анисим — за спасение Хархурина Михаила в деревне Городище[17].

## Память
По данным расследования комиссии ЧГК, только в Глуске были убиты не менее 3000 евреев.
Опубликованы неполные списки жертв геноцида евреев в Глуске и Глусском районе.
- Три памятника убитым евреям установлены в Глуске[22][12].
- В Бруклине, в Мемориальном парке Холокоста (The Holocaust Memorial Park) установлен Камень памяти евреев Глуска[23][24].
- В деревне Городок установлен памятник убитым жителям (большинство — евреи)[25].
- Памятник установлен и на месте перезахоронения евреев Городка на еврейском кладбище Бобруйска.
- В лесу недалеко от деревни Козловичи на одинокой могиле стоит памятник с надписью: «Семья Кацер и Букенгольц. Зверски замучены фашистами в сентябре 1941 г. От Каплан Маура, сына, брата и сестры»[26][27].